# Tonnie van der Linden
Anthonie van der Linden (Zuilen, 29 novembre 1932 – Vlanen, 23 giugno 2017) è stato un calciatore olandese, di ruolo attaccante.

## Carriera

### Giocatore

#### Club
Comincia a giocare a calcio all'età di dodici anni con il Voorwaarts, prima di passare all'età di diciassette anni al DOS (Door Oefening Sterk), club predecessore del Utrecht. Con il DOS van der Linden fa il suo debutto nel campionato olandese nel 1956. In dodici stagioni con il DOS segna in totale 208 gol, con l'apice dei 27 gol segnati nella stagione 1957-1958, stagione coronata dal gol contro l'SC Enschede nel play-off per la conquista del campionato, risultato mai più ottenuto da una squadra di Utrecht. Il settimanale olandese Sport en Sportwereld racconta così le fasi appena dopo il gol: «Nello stesso momento van der Linden era sparito, sepolto dai compagni di squadra, riapparve poco dopo alle spalle dei tifosi di Utrecht che avevano invaso il campo». Nella stagione successiva partecipa alla Coppa dei Campioni, segnando nella partita contro lo Sporting Lisbona.
Successivamente rimane a Utrecht dove guadagna 5000 fiorini. In seguito un club di Sheffield si interessa a lui, che vola anche in Inghilterra per un colloquio, anche se in seguito van der Linden afferma di non ricordarsi più se si trattasse dello Sheffield United o dello Sheffield Wednesday. Nel 1967, alla scadenza del contratto, dopo una partita d'addio contro l'Ajax, van der Linden abbandona il club dopo diciassette anni. Passa allora ai concittadini del Elinkwijk UPS, militanti in Eerste Divisie, rimanendovi per tre anni e ritirandosi poco prima della fusione tra il DOS, il Velox e l'Elinkwijk, da cui sarebbe sorto l'FC Utrecht.

#### Nazionale
Esordisce con la Nazionale olandese il 30 gennaio 1957 nella partita contro la Spagna, nella quale gioca al fianco di Faas Wilkes e Coen Moulijn; la partita viene vinta dagli spagnoli per 4-1. Le principali colpe della sconfitta vengono attribuite al portiere Frans de Munck, van der Linden non perdona il portiere neanche quando diventano compagni di squadra al DOS.
Il 3 aprile 1960 segna una tripletta contro la Bulgaria, la seconda di fila in Nazionale dopo quella contro la Norvegia. La sua ultima partita con la Nazionale è datata 11 settembre 1963 contro il Lussemburgo (1-1). Il suo ex compagno di squadra Moulijn ha poi dichiarato che avrebbe giocato molto di più con la Nazionale se si fosse spostato in un top club invece dei rimanere a Utrecht.

## Film
- Martin Donker: Tonny. Buch mit DVD, Verlag Voetspoor 2007, ISBN 978-90-79086-02-3 (DVD uscito in occasione del suo settantacinquesimo compleanno)